# Tobrilus altherri
Tobrilus altherri is een rondwormensoort uit de familie van de Tobrilidae.